# بیشتیریاک
بیشتیریاک (انگلیسی: Bishtiryak) یک شهرک در شهرستان زیانچورینسکی استان باشقیرستان کشور روسیه است.